# Khandu Wangchuk

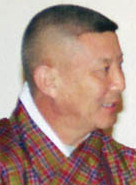
Lyonpo Khandu Wangchuk (2004)

Lyonpo Khandu Wangchuk (* 1950) ist ein bhutanischer Politiker. Er war von 2001 bis 2002 Ministerpräsident, von 2003 bis 2007 Außenminister und von 2006 bis 2007 erneut Ministerpräsident seines Landes.
Wangchuk ist Mitglied der damals regierenden Bhutanischen Partei für Frieden und Wohlstand (DPT). Nach dem Sieg der DPT bei den Wahlen im April 2008 wurde er am 11. April 2008 Wirtschaftsminister im Kabinett Jigme Thinley.